# Hieracium nigriceps
Hieracium nigriceps es una especie de planta con flor del género Hieracium, de la familia Asteraceae, orden Asterales.

## Distribución
Hieracium nigriceps se distribuye por Noruega.

## Taxonomía
Fue descrita científicamente por Lindeb.